# Carnegie Hall Tower
La Carnegie Hall Tower è un grattacielo situato a Manhattan, New York. 
Alto 231 metri, è situato accanto alla celeberrima sala da concerto Carnegie Hall e costruito nel 1991. Il progetto, presentato da César Pelli e vincitore di un premio da parte dell'American Institute of Architects, ha un design snello che si accoppia bene con l'edificio accanto.